# Ricky German
Ricky German (Harlesden, 13 gennaio 1999) è un calciatore grenadino, attaccante del Maidstone Utd in prestito dall'Hemel H. Town.

## Biografia
Suo fratello maggiore Antonio è stato a sua volta un calciatore della nazionale di Grenada.

## Carriera

### Club
Ha giocato nelle giovanili del Chesterfield, club con cui ha esordito tra i professionisti giocando 7 partite nella terza divisione inglese durante la stagione 2016-2017 e 2 partite in quarta divisione durante la stagione 2017-2018. Ha poi continuato la carriera giocando a livello semiprofessionistico in vari club (inizialmente anche in prestito dal Chesterfield) prevalentemente tra la sesta e la settima divisione inglese. Tra il 2019 e il 2022 ha inoltre giocato altre 16 partite (e segnato un gol) nuovamente in quarta divisione, questa volta con la maglia del Crawley Town.

### Nazionale
Ha giocato in nazionale con Grenada, con cui ha esordito nel 2021 e con cui nel medesimo anno ha anche giocato nella CONCACAF Gold Cup.